# Famille Bonanno
Pour les articles homonymes, voir Bonanno.
 (avril 2020).
Si vous disposez d'ouvrages ou d'articles de référence ou si vous connaissez des sites web de qualité traitant du thème abordé ici, merci de compléter l'article en donnant les références utiles à sa vérifiabilité et en les liant à la section « Notes et références ».
La famille Bonanno est l'une des Cinq Familles historiques de la mafia italo-américaine qui ont dominé le crime organisé à New York et aux États-Unis depuis les années 1930. Fondée par Joseph Bonanno, originaire de Sicile, cette organisation criminelle s'est rapidement imposée comme l'une des plus puissantes et influentes de l'ère de la Prohibition et de l'après-guerre.
Initialement connue sous le nom de "famille Maranzano", elle prit le nom de Bonanno après que Joseph en eut pris le contrôle en 1931, à l'âge de seulement 26 ans. Sous sa direction, la famille étendit ses activités bien au-delà de New York, notamment vers le Canada, diversifiant ses opérations illégales du racket à la contrebande, en passant par les jeux d'argent et le trafic de stupéfiants.
Malgré des périodes de conflit interne et d'attention accrue des forces de l'ordre, particulièrement dans les années 1970, la famille Bonanno a su maintenir son influence dans le monde du crime organisé américain jusqu'à nos jours, adaptant ses méthodes et ses structures aux évolutions de la société et de l'économie.

## Origines siciliennes
La famille Bonanno est une organisation criminelle et l'une des Cinq familles mafieuses de New York, qui font elles-mêmes partie des 25 familles de la mafia américaine. Fondée et nommée d'après Joseph Bonanno, la famille Bonanno sera la première des familles de New York à être exclue de la Commission (un conseil des chefs qui aide à maintenir l'ordre dans la mafia), en raison d'allégations selon lesquelles la famille faisait du trafic d'héroïne et de troubles internes à la famille pour prendre le contrôle de sa direction. Plus tard, la famille fait face à un leadership fragile, avec l'assassinat de son chef Carmine Galante en 1979 sur l'ordre du chef emprisonné Philip Rastelli, ainsi qu'à deux revers majeurs : en 1981, ils apprennent qu'un agent du FBI se faisant appeler Donnie Brasco s'était infiltré dans leurs rangs. En 2004, le parrain Joseph Massino, qui avait ramené la famille à une stature respectable parmi les familles, devient un informateur du gouvernement. Les origines de la famille Bonanno remontent au début des années 1880 dans la ville de Castellammare Del Golfo localisée dans la province de Trapani en Sicile. Durant les années 1900, les membres les plus importants des familles Bonanno, Bonventre et Magaddino se sont reformés à New York, formant le clan des Castellammarese contre celui de Felice Buccellato, parrain du clan Buccellato. Ils commencèrent à contrôler et dominer les communautés de Castellammarais de Wiliamsburg, Broolyn. En opérant à Brooklyn, les chefs des Castellammarais se positionnent pour leur futur développement dans la scène criminelle new-yorkaise. (modifié) [01:21]

## La «guerre castellammarese»
Dans le milieu mafieux, Bonanno est remarqué par ses pairs comme ayant de bonnes compétences en matière d’organisation et doté d’un certain flair. Il s'implique de plus en plus à Brooklyn, où l'augmentation du nombre de Castellammarais finit par inquiéter « Joe the Boss » Masseria, l’un des chefs de la mafia new-yorkaise. Les Castellammarais ont leur quartier général installé à North Williamsburg, où leur chef, Salvatore Maranzano, dirige la mafia de Brooklyn sous les ordres de Don Vito Cascio Ferro, le chef de la mafia sicilienne. En 1927, les deux factions rivales, celles de Masseria et de Maranzano, vont s'affronter. Le conflit, appelé la « guerre castellammarese », durera quatre ans. En 1930, les lieutenants de Maranzano sont Joseph Bonanno, Joseph Profaci, Thomas Lucchese mais également Joseph Magliocco, ainsi que Gaetano Gagliano, membre d’un autre groupe mafieux de Buffalo allié aux Castellammarais. Cette organisation est dirigée par Stefano Magaddino l’oncle de Peter Magaddino, l’ami d’enfance de Joseph Bonanno au collège de Palerme. Aux côtés de Joe « the Boss » Masseria, figurent Lucky Luciano, Vito Genovese, Joe Adonis, Carlo Gambino, Albert Anastasia et Frank Costello. En 1931, l’affrontement tourne à l’avantage des Castellammarais. Luciano et Genovese proposent la paix avec Maranzano, mais Masseria refuse catégoriquement. Ils passent donc un accord secret avec Maranzano qui accepte leur proposition mais à condition d’éliminer Masseria. Salvatore Maranzano, un Don qui arrogamment se proclamait lui-même capo di tutti capi (chef de tous les chefs) succéda à Schiro. Maranzano fut un des principaux inventeurs de l'organisation des cinq familles de New York. Il fut à la tête de la famille jusqu'au 10 septembre 1931, quand il fut tué dans son bureau à Park Avenue, Manhattan (N.Y).

## La Commission
Après l'assassinat de Masseria, Maranzano devient le nouveau capo di tutti capi (chef de tous les chefs) et imposa la paix entre tous les chefs de la mafia italienne et sicilienne. Il partagea le territoire en 24 organisations appelées « familles » à travers tous les États-Unis. Chaque famille peut élire son propre chef. À New York, les cinq familles furent établies et dirigées par Salvatore Maranzano, Lucky Luciano, Vincent Mangano, Tommy Gagliano et Joseph Profaci. Maranzano planifia l'assassinat de Luciano, mais avant de pouvoir mettre à exécution son plan, il est assassiné le 10 septembre 1931 par des gangsters juifs. Luciano au lieu de devenir le nouveau « chef des chefs » enleva la position et créa « la Commission » pour réguler les conflits entre les « familles ». (modifié)

## Règne de Joe Bonanno
Après ce meurtre, et pour les quatre prochaines décennies, la famille fut gouvernée par Joe Bonanno, tout juste âgé de 26 ans et à sa nomination, il fut l'un des plus jeunes chefs de la mafia. Il est considéré comme un autre traditionaliste qui est originaire du même village sicilien que Maranzano (Castellammare del Golfo). La paix entre les familles va durer vingt ans. La famille Bonanno comptait parmi ses membres les plus influents Frank Garofalo, John Bonventre et Carmine Galante. Les activités illégales se concentraient surtout sur le prêt usuraire, le jeu et la prostitution. Bien qu’elle soit une des plus petites familles de New York en termes de membres, elle était particulièrement efficace. L’argent amassé par Bonanno était recyclé dans des investissements tels que les industries textiles et de vêtements, des fromageries et les pompes funèbres. En 1938, il doit quitter les États-Unis, mais lorsqu'il revient à Détroit en 1945, il est multimillionnaire et acquiert la nationalité américaine. La guerre Bonanno : « The Banana War » ou « Banana Split, un de ses plus fidèles amis et allié, Joseph Profaci, décède d'un cancer en 1962. Son successeur Joe Magliocco et lui pensent alors se débarrasser des deux chefs de clan les plus puissants : Gambino et Lucchese, en organisant un complot pour les tuer eux et leurs lieutenants. Mais Joseph Colombo, un des hommes de main de Magliocco, va prévenir Gambino et Lucchese. Gambino fait convoquer d'urgence la Commission qui veut entendre les deux protagonistes. Mais seul Joe Magliocco se présente et avoue. Il est condamné à une grosse amende de 50 000 $. Bien que la Commission se méfie de lui, peu de temps après il commet une nouvelle et grave erreur : il place son fils en position de leadership, son propre clan va lui tourner le dos. Un conflit interne éclate et la famille se sépare en deux : ceux qui restent fidèles à Bonanno et ceux qui rejoignent Gaspar DiGregorio. Il est reproché par les opposants de Bonanno qu'il passe son temps loin de New York et de ses affaires. Ce conflit est appelé le « Banana Split ». Bonanno refuse de se retirer des affaires. Il est alors kidnappé par Mike Zaffarino, membre de la famille de Buffalo, le 21 octobre 1964 et est emmené à Buffalo chez son cousin Magaddino. Après beaucoup de pourparlers, Bonanno est relâché, mais il doit abandonner son poste. En vérité, Bonanno n'avait aucune envie de répondre aux attentes de la Commission et il rallia derrière lui plusieurs membres de sa famille. La famille se scinda en deux factions, celle de DiGregorio et ceux loyalistes à Bonanno. Les loyalistes de Bonanno étaient sous le contrôle de Bonanno lui-même, de son demi-frère Frank Labruzzo et du fils de Bonanno, Bill. Les deux factions ne se rendirent coupables d'aucunes violences jusqu'à une réunion à Brooklyn en 1966. Lors de cette réunion, une fusillade éclata entre les deux factions. Les loyalistes de DiGregorio avaient prévu d'éliminer l'opposition mais ils échouèrent et l'épisode s'acheva sans morts. Le conflit s'envenima toutefois et provoqua un enchaînement de violences et de meurtres. La Commission, fatigué par ce conflit, remplaça DiGregorio par Paul Sciacca. Mais rien n'y fit, le conflit continua. Ce dernier s'acheva lorsque Joe Bonanno fut victime d'une crise cardiaque et qu'il annonça sa retraite permanente de son rôle de parrain en 1968. Les deux factions se mirent sous le commandement de Sciacca. Par la suite, il fut remplacé par « Joe Diamonds » Evola dont le règne fut très court. Après sa mort, de causes naturelles, en 1973, il fut remplacé par Phillip « Rusty » Rastelli. Joe Bonanno se retire à Tucson, en Arizona en 1968 avec son fils.

## Commission
Au milieu des années 1970, l'agent du FBI Joseph D. Pistone, mieux connu sous le nom de « Donnie Brasco », infiltre avec succès une équipe des Bonanno, qui entraîne les condamnations de 17 mafieux et associés dans les États de New York et du Wisconsin. Ce fut la première fois qu’un agent fédéral infiltra ainsi une famille de la Mafia et obtint de tels résultats. En 1979, le chef Carmine Galante fut assassiné dans un restaurant de Brooklyn. Le meurtre fut commandé par Philip « Rusty » Rastelli qui était à l'époque le boss officiel de la famille Bonanno et Anthony « Bruno » Indelicato, un jeune capo. Rastelli devint peu après le nouveau boss de la famille. Les faits furent relatés dans le film homonyme avec Al Pacino et Johnny Depp.

## Règne de Joe Massino

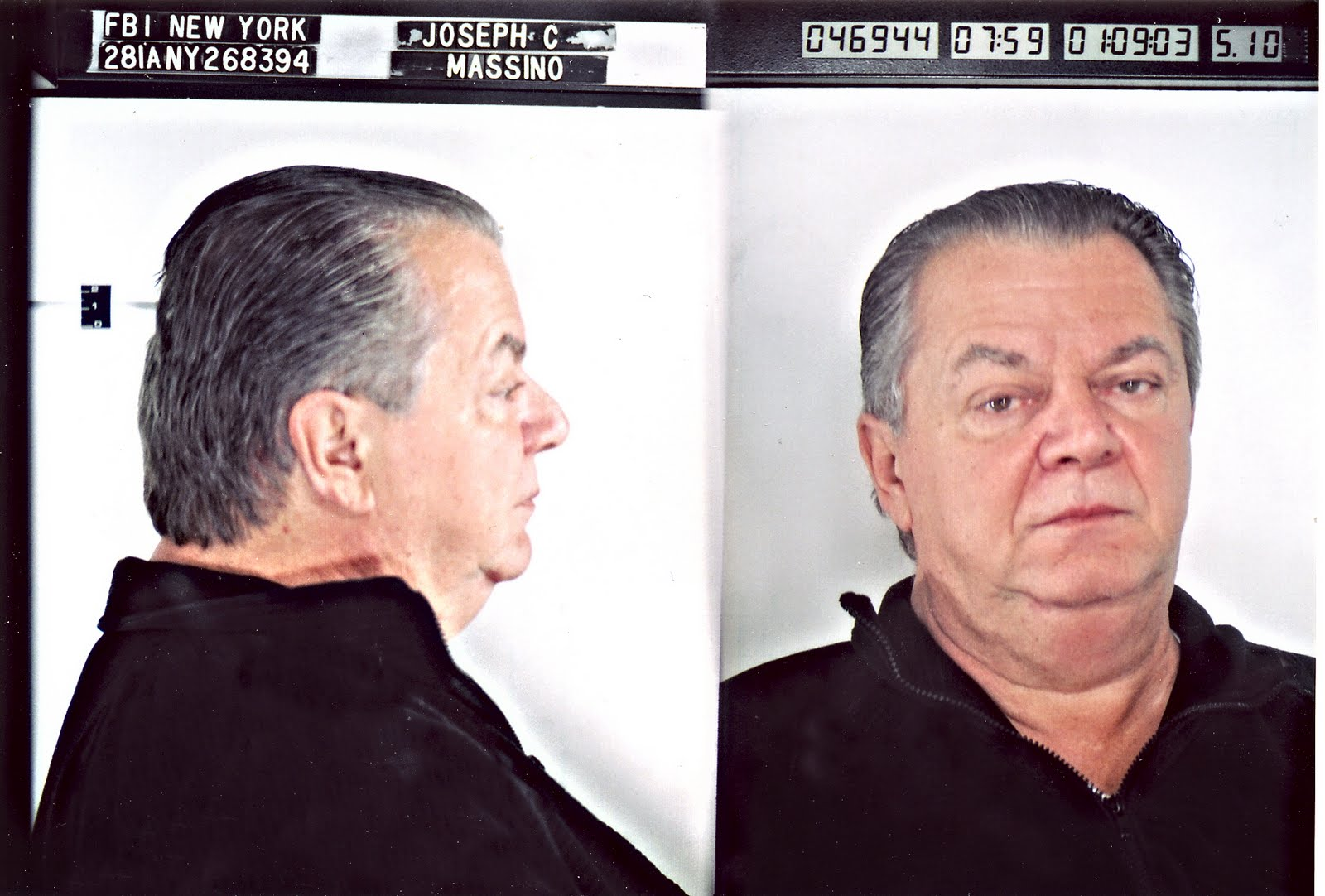
Joseph Massino

De 1991 à 2004, Joseph Massino (en) fut le boss de la famille. Les journaux appelaient Joe Massino « le dernier parrain ». Il possédait un restaurant dans le Queens, le Casablanca, d'où il dirigeait ses affaires. En 2004, il a fait face à un procès qui pouvait lui coûter la peine de mort (il était accusé de plusieurs meurtres, d'extorsion, d'usure, de blanchiment d'argent, d'organisation de jeu illégal, et d'incendie criminel). En 2005, Massino décida de devenir un informateur. Malgré cela, il récoltera quand même la prison à vie.

## Règne de Vincent «Vinny Gorgeous» Basciano
De 2004 à 2006, le boss de la famille était Vincent « Vinny Gorgeous » Basciano. Lorsqu'il était capo, la bande de Vinny Basciano était implantée dans le Bronx. Basciano est actuellement en procès pour racket et meurtre. Trop exposé, Basciano a laissé le poste de boss à Michael Mancuso. Le trafic de narcotiques est la principale source de revenus de la famille, mais ils sont aussi impliqués dans le jeu clandestin, le déménagement et l'emmagasinage de marchandises, et la construction. La famille possède également des sociétés immobilières, des pizzerias et des cafés, ainsi que des parkings privés.

## Parrains de la famille Bonanno (officiels et en fonction)
- 1909–1912 : Sebastiano DiGaetano - démissionne
- 1912-1930 : Nicolas Schiro
- 1930-1931 : Salvatore Maranzano ¹
- 1931-1968 : Joseph Bonanno (dernier parrain des années '30, il meurt dans son exil de Tucson en 2002, à 97 ans)
  - Contesté 1964-1966 : Gaspare DiGregorio
  - En fonction 1966-1968 : Paul Sciacca
- 1968-1971 : Paul Sciacca -emprisonné
- 1971-1973 : Natale Evola
- 1973–1991 : Phillip Rastelli : parrain officiel mais emprisonné de 1975 à 1984 et de 1986 à 1991
  - En fonction (non officiel) 1973-1979 : Carmine Galante (assassiné en 1979)
  - 1979-1983 : Salvatore « Sally Fruits » Farrugia : parrain officieux
  - 1987-1991 : Anthony « Old Man » Spero : parrain officieux
- 1991–2004 : Joseph Massino (en)
- 2004-2009 : Vincent Basciano
  - 2006-2009 : Salvatore Montagna - assassiné
- 2009-2013 : Vincent Asaro
- 2013-actuel : Michael Mancuso

## Caporegime
- Dominic Napolitano